# 戰略物資
战略物资是指个人、组织、企業和政府的战略计划和供应链管理中相當重要的任何一种物質和原材料。從政府角度來看待的話，戰略物資通常是对政府或国家而言在经济或军事領域具有特殊战略意义的原材料。在戰爭時期，這些原材料尤為重要。有些原材料相对容易獲得，但在战时需要大批量的此類原材料。還有一些原材料的製造方法晦涩难懂且技术复杂。虽然不需要大量使用，但它们的不可替代性和关键作用使得它们特别有价值。
日本在第二次世界大战時將橡胶种植区納入奪取目標。德法之间的冲突也多次集中在兩國边境地区的钢铁资源上。